# Gribanovskij
Gribanovskij (in russo Грибановский?) è un insediamento di tipo urbano della Russia europea nell'oblast' di Voronež. È il centro amministrativo del rajon Gribanovskij.
Si trova 200 km a est di Voronež.